# Scheleton

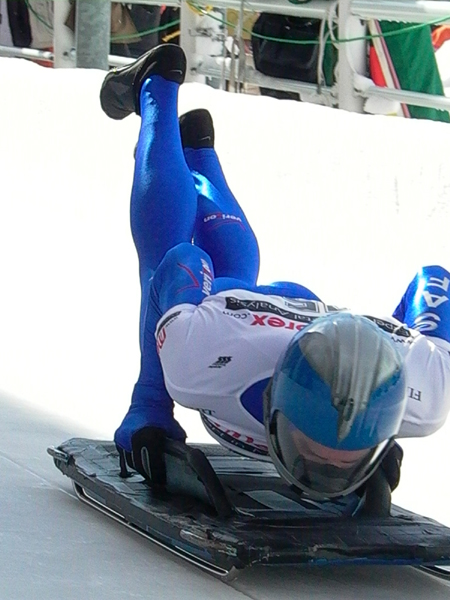

Scheletonul este un sport de iarnă, care, ca și sania, se practică pe o pârtie de gheață descendentă. Diferența principală între scheleton și sanie este poziția sportivilor: în proba de scheleton, sportivul se întinde cu capul înainte, pe când în proba de sanie, poziția este cu picioarele înainte.
Săniile folosite în această probă sunt mai grele și mai ușor de controlat, putându-se ajunge la o viteză maximă de 130 km/h.

## Istorie
- Scheletonul a apărut ca sport la sfârșitul secolului XIX, pe pârtiile de la St. Moritz.
- Numele de „skeleton” (în limba română „scheleton”) a fost inventat de către englezul Child în 1882.
- Când Jocurile Olimpice de iarnă s-au desfășurat la St. Moritz, în 1928 și în 1948, scheletonul a fost inclus pe lista sporturilor intrate în competiție. Începând cu anul 2002 acest sport a fost inclus din nou în program.

## Regulament
- La scheleton, spre deosebire de proba de sanie, sportivii adoptă o poziție cu fața în jos, ghidând sania prin mișcările corpului.
- La start, sportivul împinge scheletonul pe o distanță de 25–40 m, după care se întinde pe acesta și se continuă cursa.

## Sanie

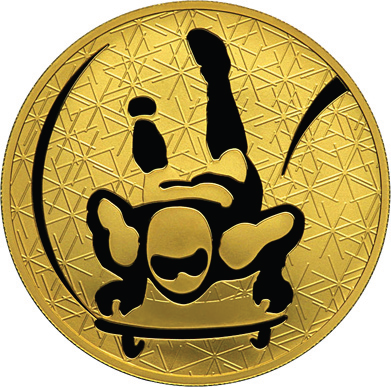
Scheletul. Moneda de aur

Pentru a conduce sunt folosiți spini speciali pe cizme. Sub schelet sunt atașate două patine de oțel, iar pe partea de sus - două mânere. Bara de protecție situată la partea din față și din spate a scheletonului joacă rolul amortizoarelor de zgomot și protejează scheletonul de lovituri împotriva zidului șanțului de gheață.
Pentru a se asigura că toți sportivii sunt la egalitate, săniile sunt standardizate. Dimensiunea scheletului are o lungime cuprinsă între 80 și 120 cm și o lățime de 34 până la 38 cm. Este interzisă încălzirea patinelor, temperatura acestora fiind verificată înainte de fiecare pornire. La început, sania și atletul este cântărit, greutatea maximă a scheletului este de 43 kg pentru bărbați și 35 kg pentru femei, greutatea scheletului cu un atlet nu trebuie să depășească 115 kg pentru bărbați și 92 kg pentru femei.